# Premières
Premières è un ex comune francese di 110 abitanti situato nel dipartimento della Côte-d'Or nella regione della Borgogna-Franca Contea.
In data 28 febbraio 2019 è stato unito al comune di Collonges-lès-Premières per formare il nuovo comune di Collonges-et-Premières

## Società

### Evoluzione demografica
Abitanti censiti